# Festival Internacional de Jazz de Ciudad Real
Se trata de un festival musical de jazz, en Ciudad Real, España. Es un festival anual, celebrado en los meses Invierno en el Paraninfo de la Universidad de Castilla-La Mancha de Ciudad Real. La primera celebración se realizó en el año 2001 y ha continuado hasta la actualidad.

## AMIJAZZ
Este festival fue creado por La Asociación Círculo de Amigos del Jazz de Ciudad Real, con el que nace el proyecto de realización del I FESTIVAL INTERNACIONAL DE JAZZ DE CIUDAD REAL, con el propósito de fomentar la cultura de la música en directo y, más específicamente, de la música considerada como la gran aportación de la cultura afroamericana del siglo XX: el Jazz.
Compuesta por un grupo de personas de la ciudad, movidas por una afición común por la música de Jazz, la Asociación Círculo de Amigos del Jazz de Ciudad Real ha considerado que es el momento propicio para organizar un acontecimiento que ofrezca al público castellano-manchego la oportunidad de vivir una experiencia del mismo rango de las que se vienen desarrollando en el resto de comunidades del Estado.

## Artistas
En los ya 5 festivales habidos han venido artistas de la talla de: The Bad Plus, Maceo Parker, Mingus Big Band, Chucho Valdés, Chick Corea, Dianne Reeves, Michel Camilo y Medesky, Martin & Wood.